# Археологічні пам'ятки Добровеличківського району
Археологічні пам'ятки Добровеличківського району Кіровоградської області.
| № п/п | Охоронний номер пам 'яток | Кількість внутрішньо комплексних | Найменування пам'ятки          | Адреса            | Рік відкриття або виявлення. Дослідник. Рік інвентаризації. Дослідник | Основні розміри |  |  |  |  | Розміри після інвентаризації |  |                      | Рішення органу влади про взяття пам'ятки під охорону |
| ----- | ------------------------- | -------------------------------- | ------------------------------ | ----------------- | --------------------------------------------------------------------- | --------------- |  |  |  |  | ---------------------------- |  | -------------------- | ---------------------------------------------------- |
| 119   | 253                       | 1                                | Поселення трипільська культура | с. Новомихайлівка | 1968 р.                                                               | 300х300 м       |  |  |  |  |                              |  | № 404 від 17.09.1969 |                                                      |
|       |                           |                                  |                                | Федорівська с/р   | Бокій Н. М.                                                           |                 |  |  |  |  |                              |  |                      |                                                      |
|       |                           |                                  |                                | 1.5 км на Пд. Сх. |                                                                       |                 |  |  |  |  |                              |  |                      |                                                      |

## Нововиявлені археологічні пам'ятки
| № п/п | Назва (сучасна, історична), розміри об’єкту | Адреса або опис місця розташування. Стан збереження. Рік відкриття | Датування          | Входить до складу комплексів (ансамблів), розташовані окремо | Запропонована категорія пам’ятки |
| ----- | ------------------------------------------- | --- | ------------------ | ------------------------------------------------------------ | -------------------------------- |
| 1     | Курган № 1                                  | Розташований за 2,8 км на схід від східної околиці с. Веснянка (Піщанобрідська сільська рада) Добровеличківського району Кіровоградської області. Розорюється. 2011 р.                                                                            | Доба бронзи-заліза | Курганна група І                                             | місцевого значення               |
|       | в.– 0,4 м                                   | |                    |                                                              |                                  |
|       | д. – 35 м                                   | |                    |                                                              |                                  |
| 2     | Курган № 2                                  | Розташований за 2,7 км на схід від східної околиці с. Веснянка (Піщанобрідська сільська рада) Добровеличківського району Кіровоградської області. Не розорюється. 2011 р.                                                                         | Доба бронзи-заліза |                                                              | місцевого значення               |
|       | в.– 5,8 м                                   | |                    |                                                              |                                  |
|       | д. – 68 м                                   | |                    |                                                              |                                  |
| 3     | Курган № 3                                  | Розташований за 1,7 км на північний захід від північної околиці с. Веснянка (Піщанобрідська сільська рада) Добровеличківського району Кіровоградської області. Розорюється. 2011 р.                                                               | Доба бронзи-заліза | Курганна група ІІ                                            | місцевого значення               |
|       | в.– 0,8 м                                   | |                    |                                                              |                                  |
|       | д. – 55 м                                   | |                    |                                                              |                                  |
| 4     | Курган № 6                                  | Розташований за 1,8 км на північний захід від північної околиці с. Веснянка (Піщанобрідська сільська рада) Добровеличківського району Кіровоградської області. Не розорюється. 2011 р.                                                            | Доба бронзи-заліза |                                                              | місцевого значення               |
|       | в.– 4 м                                     | |                    |                                                              |                                  |
|       | д. – 60 м                                   | |                    |                                                              |                                  |
| 5     | Курган № 7                                  | Розташований за 1,7 км на північний захід від північної околиці с. Веснянка (Піщанобрідська сільська рада) Добровеличківського району Кіровоградської області. Розорюється. 2011 р.                                                               | Доба бронзи-заліза |                                                              | місцевого значення               |
|       | в.– 0,7 м                                   | |                    |                                                              |                                  |
|       | д. – 48 м                                   | |                    |                                                              |                                  |
| 6     | Курган № 4                                  | Розташований за 1,2 км на захід від західної околиці с. Веснянка (Піщанобрідська сільська рада) Добровеличківського району Кіровоградської області. Розорюється. 2011 р.                                                                          | Доба бронзи-заліза | Курганна група ІІІ                                           | місцевого значення               |
|       | в.– 1,2 м                                   | |                    |                                                              |                                  |
|       | д. – 65 м                                   | |                    |                                                              |                                  |
| 7     | Курган № 5                                  | Розташований за 1,1 км на південний захід від західної околиці с. Веснянка (Піщанобрідська сільська рада) Добровеличківського району Кіровоградської області. Розорюється. 2011 р.                                                                | Доба бронзи-заліза |                                                              | місцевого значення               |
|       | в.– 1,1 м                                   | |                    |                                                              |                                  |
|       | д. – 62 м                                   | |                    |                                                              |                                  |
| 8     | Курган № 8                                  | Розташований за 2,4 км на схід від південної околиці с. Піщаний Брід (Піщанобрідська сільська рада) Добровеличківського району Кіровоградської області. Розорюється. 2011 р.                                                                      | Доба бронзи-заліза | Курганна група IV                                            | місцевого значення               |
|       | в.– 0,6 м                                   | |                    |                                                              |                                  |
|       | д. – 44 м                                   | |                    |                                                              |                                  |
| 9     | Курган № 9                                  | Розташований за 1,8 км на схід від південної околиці с. Піщаний Брід (Піщанобрідська сільська рада) Добровеличківського району Кіровоградської області. Не розорюється. 2011 р.                                                                   | Доба бронзи-заліза |                                                              | місцевого значення               |
|       | в.– 3,8 м                                   | |                    |                                                              |                                  |
|       | д. – 43 м                                   | |                    |                                                              |                                  |
| 10    | Курган № 12                                 | Розташований за 1,4 км на північ від північно-східної околиці с. Піщаний Брід (Піщанобрідська сільська рада) Добровеличківського району Кіровоградської області. Розорюється. 2011 р.                                                             | Доба бронзи-заліза | Курганна група V                                             | місцевого значення               |
|       | в.– 1,3 м                                   | |                    |                                                              |                                  |
|       | д. – 60 м                                   | |                    |                                                              |                                  |
| 11    | Курган № 13                                 | Розташований за 1,8 км на північний схід від північно-східної околиці с. Піщаний Брід (Піщанобрідська сільська рада) Добровеличківського району Кіровоградської області. Розорюється. 2011 р.                                                     | Доба бронзи-заліза |                                                              | місцевого значення               |
|       | в.– 1,3 м                                   | |                    |                                                              |                                  |
|       | д. – 58 м                                   | |                    |                                                              |                                  |
| 12    | Курган № 14                                 | Розташований за 3 км на північний схід від північно-східної околиці с. Піщаний Брід (Піщанобрідська сільська рада) Добровеличківського району Кіровоградської області. Розорюється. 2011 р.                                                       | Доба бронзи-заліза | Курганна група VI                                            | місцевого значення               |
|       | в.– 0,6 м,                                  | |                    |                                                              |                                  |
|       | д. – 40 м                                   | |                    |                                                              |                                  |
| 13    | Курган № 15                                 | Розташований за 3,1 км на північний схід від північно-східної околиці с. Піщаний Брід (Піщанобрідська сільська рада) Добровеличківського району Кіровоградської області. Розорюється. 2011 р.                                                     | Доба бронзи-заліза |                                                              | місцевого значення               |
|       | в.– 0,8 м                                   | |                    |                                                              |                                  |
|       | д. – 47 м                                   | |                    |                                                              |                                  |
| 14    | Курган № 16                                 | Розташований за 3,4 км на північний схід від північно-східної околиці с. Піщаний Брід (Піщанобрідська сільська рада) Добровеличківського району Кіровоградської області. Розорюється. 2011 р.                                                     | Доба бронзи-заліза |                                                              | місцевого значення               |
|       | в.– 0,6 м                                   | |                    |                                                              |                                  |
|       | д. – 44 м                                   | |                    |                                                              |                                  |
| 15    | Курган № 18                                 | Розташований за 1,5 км на північний захід від північно-східної околиці с. Піщаний Брід (Піщанобрідська сільська рада) Добровеличківського району Кіровоградської області. Розорюється. 2011 р.                                                    | Доба бронзи-заліза | Курганна група VII                                           | місцевого значення               |
|       | в.– 1,7 м                                   | |                    |                                                              |                                  |
|       | д. – 70 м                                   | |                    |                                                              |                                  |
| 16    | Курган № 19                                 | Розташований за 1,6 км на північний захід від північно-східної околиці с. Піщаний Брід (Піщанобрідська сільська рада) Добровеличківського району Кіровоградської області. Розорюється. 2011 р.                                                    | Доба бронзи-заліза |                                                              | місцевого значення               |
|       | в.– 1,3 м                                   | |                    |                                                              |                                  |
|       | д. – 65 м                                   | |                    |                                                              |                                  |
| 17    | Курган № 21                                 | Розташований за 1,3 км на захід від північної околиці с. Піщаний Брід (Піщанобрідська сільська рада) Добровеличківського району Кіровоградської області. Розорюється. 2011 р.                                                                     | Доба бронзи-заліза | Курганна група VIII                                          | місцевого значення               |
|       | в.– 0,5 м                                   | |                    |                                                              |                                  |
|       | д. – 42 м                                   | |                    |                                                              |                                  |
| 18    | Курган № 22                                 | Розташований за 1,4 км на захід від північної околиці с. Піщаний Брід (Піщанобрідська сільська рада) Добровеличківського району Кіровоградської області. Розорюється. 2011 р.                                                                     | Доба бронзи-заліза | Курганна група VIII                                          | місцевого значення               |
|       | в.– 2,5 м                                   | |                    |                                                              |                                  |
|       | д. – 69 м                                   | |                    |                                                              |                                  |
|       |                                             | |                    |                                                              |                                  |
|       |                                             | |                    |                                                              |                                  |
|       |                                             | |                    |                                                              |                                  |
|       |                                             | |                    |                                                              |                                  |
|       |                                             | |                    |                                                              |                                  |
|       |                                             | |                    |                                                              |                                  |
|       |                                             | |                    |                                                              |                                  |
|       |                                             | |                    |                                                              |                                  |
|       |                                             | |                    |                                                              |                                  |
|       |                                             | |                    |                                                              |                                  |
|       |                                             | |                    |                                                              |                                  |
|       |                                             | |                    |                                                              |                                  |
|       |                                             | |                    |                                                              |                                  |
|       |                                             | |                    |                                                              |                                  |
|       |                                             | |                    |                                                              |                                  |
|       |                                             | |                    |                                                              |                                  |
|       |                                             | |                    |                                                              |                                  |
|       |                                             | |                    |                                                              |                                  |
|       |                                             | |                    |                                                              |                                  |
|       |                                             | |                    |                                                              |                                  |
|       |                                             | |                    |                                                              |                                  |
|       |                                             | |                    |                                                              |                                  |
|       |                                             | |                    |                                                              |                                  |
|       |                                             | |                    |                                                              |                                  |
|       |                                             | |                    |                                                              |                                  |
|       |                                             | |                    |                                                              |                                  |
|       |                                             | |                    |                                                              |                                  |
|       |                                             | |                    |                                                              |                                  |
|       |                                             | |                    |                                                              |                                  |
| 19    | Курган № 26                                 | Розташований за 1,6 км на північний захід від північної околиці с. Піщаний Брід (Піщанобрідська сільська рада) Добровеличківського району Кіровоградської області. Розорюється. 2011 р.                                                           | Доба бронзи-заліза |                                                              | місцевого значення               |
|       | в.– 1,5 м                                   | |                    |                                                              |                                  |
|       | д. – 58 м                                   | |                    |                                                              |                                  |
| 20    | Курган № 27                                 | Розташований за 2,5 км на північний захід від північної околиці с. Піщаний Брід (Піщанобрідська сільська рада) Добровеличківського району Кіровоградської області. Розорюється. 2011 р.                                                           | Доба бронзи-заліза |                                                              | місцевого значення               |
|       | в.– 0,9 м                                   | |                    |                                                              |                                  |
|       | д. – 56 м                                   | |                    |                                                              |                                  |
| 21    | Курган № 29                                 | Розташований за 2,4 км на північний захід від північної околиці с. Піщаний Брід (Піщанобрідська сільська рада) Добровеличківського району Кіровоградської області. Розорюється. 2011 р.                                                           | Доба бронзи-заліза |                                                              | місцевого значення               |
|       | в.– 0,5 м                                   | |                    |                                                              |                                  |
|       | д. – 42 м                                   | |                    |                                                              |                                  |
| 22    | Курган № 30                                 | Розташований за 0,8 км на південний схід від південної околиці с. Перемога (Піщанобрідська сільська рада) Добровеличківського району Кіровоградської області. Розорюється. 2011 р.                                                                | Доба бронзи-заліза | Курганна група ІХ                                            | місцевого значення               |
|       | в.– 1,5 м                                   | |                    |                                                              |                                  |
|       | д. – 55 м                                   | |                    |                                                              |                                  |
| 23    | Курган № 31                                 | Розташований за 0,7 км на схід від південної околиці с. Перемога (Піщанобрідська сільська рада) Добровеличківського району Кіровоградської області. Розорюється. 2011 р.                                                                          | Доба бронзи-заліза |                                                              | місцевого значення               |
|       | в.– 0,3 м                                   | |                    |                                                              |                                  |
|       | д. – 40 м                                   | |                    |                                                              |                                  |
| 24    | Курган № 32                                 | Розташований за 0,7 км на схід від східної околиці с. Перемога (Піщанобрідська сільська рада) Добровеличківського району Кіровоградської області. Поли кургану підорюються. 2011 р.                                                               | Доба бронзи-заліза |                                                              | місцевого значення               |
|       | в.– 1,6 м                                   | |                    |                                                              |                                  |
|       | д. – 44 м                                   | |                    |                                                              |                                  |
| 25    | Курган № 23                                 | Розташований за 1,75 км на південний схід від південної околиці с. Крикунка (Піщанобрідська сільська рада) Добровеличківського району Кіровоградської області. Розорюється. 2011 р.                                                               | Доба бронзи-заліза | Курганна група Х                                             | місцевого значення               |
|       | в.– 0,4 м                                   | |                    |                                                              |                                  |
|       | д. – 43 м                                   | |                    |                                                              |                                  |
|       |                                             | |                    |                                                              |                                  |
|       |                                             | |                    |                                                              |                                  |
|       |                                             | |                    |                                                              |                                  |
|       |                                             | |                    |                                                              |                                  |
|       |                                             | |                    |                                                              |                                  |
|       |                                             | |                    |                                                              |                                  |
|       |                                             | |                    |                                                              |                                  |
| 26    | Курган № 24                                 | Розташований за 0,8 км на південь від південної околиці с. Крикунка (Піщанобрідська сільська рада) Добровеличківського району Кіровоградської області. Поли кургану підорюються. 2011 р.                                                          | Доба бронзи-заліза |                                                              | місцевого значення               |
|       | в.– 1,6 м                                   | |                    |                                                              |                                  |
|       | д. – 21 м                                   | |                    |                                                              |                                  |
| 27    | Курган № 25                                 | Розташований за 0,5 км на південний захід від південної околиці с. Крикунка (Піщанобрідська сільська рада) Добровеличківського району Кіровоградської області. 2011 р.                                                                            | Доба бронзи-заліза |                                                              | місцевого значення               |
|       | в.– 3,5 м                                   | |                    |                                                              |                                  |
|       | д. – 42 м                                   | |                    |                                                              |                                  |
|       |                                             | |                    |                                                              |                                  |
| 28    | Курган № 33                                 | Розташований за 2,4 км на північний схід від північної околиці с. Перемога (Піщанобрідська сільська рада) Добровеличківського району Кіровоградської області. Розорюється. 2011 р.                                                                | Доба бронзи-заліза | Курганна група ХІ                                            | місцевого значення               |
|       | в.– 0,7 м                                   | |                    |                                                              |                                  |
|       | д. – 46 м                                   | |                    |                                                              |                                  |
| 29    | Курган № 34                                 | Розташований за 2,5 км на північний схід від північної околиці с. Перемога (Піщанобрідська сільська рада) Добровеличківського району Кіровоградської області. Розорюється. 2011 р.                                                                | Доба бронзи-заліза |                                                              | місцевого значення               |
|       | в.– 0,3 м                                   | |                    |                                                              |                                  |
|       | д. – 40 м                                   | |                    |                                                              |                                  |
| 30    | Курган № 35                                 | Розташований за 1,8 км на північний захід від північної околиці с. Перемога (Піщанобрідська сільська рада) Добровеличківського району Кіровоградської області. Розорюється. 2011 р.                                                               | Доба бронзи-заліза | Курганна група ХІІ                                           | місцевого значення               |
|       | в.– 3 м                                     | |                    |                                                              |                                  |
|       | д. – 65 м                                   | |                    |                                                              |                                  |
| 31    | Курган № 36                                 | Розташований за 1,9 км на північний захід від північної околиці с. Перемога (Піщанобрідська сільська рада) Добровеличківського району Кіровоградської області. Розорюється. 2011 р.                                                               | Доба бронзи-заліза |                                                              | місцевого значення               |
|       | в.– 0,7 м                                   | |                    |                                                              |                                  |
|       | д. – 50 м                                   | |                    |                                                              |                                  |
| 32    | Курган № 37                                 | Розташований за 1,85 км на північний захід від північної околиці с. Перемога (Піщанобрідська сільська рада) Добровеличківського району Кіровоградської області. Західна пола розорюється, через східну проходить ґрунтова польова дорога. 2011 р. | Доба бронзи-заліза |                                                              | місцевого значення               |
|       | в.– 2,2 м                                   | |                    |                                                              |                                  |
|       | д. – 37 м                                   | |                    |                                                              |                                  |
| 33    | Курган № 38                                 | Розташований за 1,8 км на північний захід від північної околиці с. Перемога (Піщанобрідська сільська рада) Добровеличківського району Кіровоградської області. Розорюється. 2011 р.                                                               | Доба бронзи-заліза |                                                              | місцевого значення               |
|       | в.– 0,3 м                                   | |                    |                                                              |                                  |
|       | д. – 29 м                                   | |                    |                                                              |                                  |
| 34    | Курган № 39                                 | Розташований за 1,45 км на північ від північної околиці с. Перемога (Піщанобрідська сільська рада) Добровеличківського району Кіровоградської області. Поли кургану підорюються. 2011 р.                                                          | Доба бронзи-заліза | Курганна група ХІІІ                                          | місцевого значення               |
|       | в.– 1,7 м                                   | |                    |                                                              |                                  |
|       | д. – 31 м                                   | |                    |                                                              |                                  |
| 35    | Курган № 40                                 | Розташований за 1,4 км на північ від північної околиці с. Перемога (Піщанобрідська сільська рада) Добровеличківського району Кіровоградської області. Розорюється. 2011 р.                                                                        | Доба бронзи-заліза |                                                              | місцевого значення               |
|       | в.– 0,4 м                                   | |                    |                                                              |                                  |
|       | д. – 27 м                                   | |                    |                                                              |                                  |
| 36    | Курган № 10                                 | Розташований за 2,3 км на північний схід від північно-східної околиці с. Піщаний Брід (Піщанобрідська сільська рада) Добровеличківського району Кіровоградської області. Розорюється. 2011 р.                                                     | Доба бронзи-заліза | окремо                                                       | місцевого значення               |
|       | в.– 1 м                                     | |                    |                                                              |                                  |
|       | д. – 77 м                                   | |                    |                                                              |                                  |
| 37    | Курган № 17                                 | Розташований за 0,6 км на північний захід від північно-східної околиці с. Піщаний Брід (Піщанобрідська сільська рада) Добровеличківського району Кіровоградської області. Не розорюється. 2011 р.                                                 | Доба бронзи-заліза | окремо                                                       | місцевого значення               |
|       | в.– 3,3 м                                   | |                    |                                                              |                                  |
|       | д. – 48 м                                   | |                    |                                                              |                                  |
|       |                                             | |                    |                                                              |                                  |
|       |                                             | |                    |                                                              |                                  |
|       |                                             | |                    |                                                              |                                  |
|       |                                             | |                    |                                                              |                                  |
|       |                                             | |                    |                                                              |                                  |
|       |                                             | |                    |                                                              |                                  |
|       |                                             | |                    |                                                              |                                  |
|       |                                             | |                    |                                                              |                                  |
|       |                                             | |                    |                                                              |                                  |
|       |                                             | |                    |                                                              |                                  |
|       |                                             | |                    |                                                              |                                  |
|       |                                             | |                    |                                                              |                                  |
|       |                                             | |                    |                                                              |                                  |
|       |                                             | |                    |                                                              |                                  |
|       |                                             | |                    |                                                              |                                  |
|       |                                             | |                    |                                                              |                                  |
|       |                                             | |                    |                                                              |                                  |
|       |                                             | |                    |                                                              |                                  |
|       |                                             | |                    |                                                              |                                  |
|       |                                             | |                    |                                                              |                                  |
|       |                                             | |                    |                                                              |                                  |
|       |                                             | |                    |                                                              |                                  |
|       |                                             | |                    |                                                              |                                  |
|       |                                             | |                    |                                                              |                                  |
|       |                                             | |                    |                                                              |                                  |
|       |                                             | |                    |                                                              |                                  |
|       |                                             | |                    |                                                              |                                  |
|       |                                             | |                    |                                                              |                                  |
| 38    | Курган № 20                                 | Розташований за 2,7 км на північний захід від північно-східної околиці с. Піщаний Брід (Піщанобрідська сільська рада) Добровеличківського району Кіровоградської області. Розорюється. 2011 р.                                                    | Доба бронзи-заліза | окремо                                                       | місцевого значення               |
|       | в.– 0,4 м                                   | |                    |                                                              |                                  |
|       | д. – 34 м                                   | |                    |                                                              |                                  |
| 39    | Курган № 28                                 | Розташований за 1 км на південь від південної околиці с. Новоковалівка (Піщанобрідська сільська рада) Добровеличківського району Кіровоградської області. Розорюється. 2011 р.                                                                    | Доба бронзи-заліза | окремо                                                       | місцевого значення               |
|       | в.– 0,4 м                                   | |                    |                                                              |                                  |
|       | д. – 42 м                                   | |                    |                                                              |                                  |
| 40    | Курган № 18                                 | Розташований за 0,3 км на схід від східної околиці с. Єлизаветградка (Єлизаветградківська сільська рада) Олександрівського району Кіровоградської області. Розорюється. 2011 р.                                                                   | Доба бронзи-заліза | Курганна група IV                                            | місцевого значення               |
|       | в.– 0,3 м                                   | |                    |                                                              |                                  |
|       | д. – 30 м                                   | |                    |                                                              |                                  |